# Chevrolet Epica
Chevrolet Epica – samochód osobowy klasy średniej produkowany pod amerykańską marką Chevrolet w latach 2004–2014.

## Pierwsza generacja

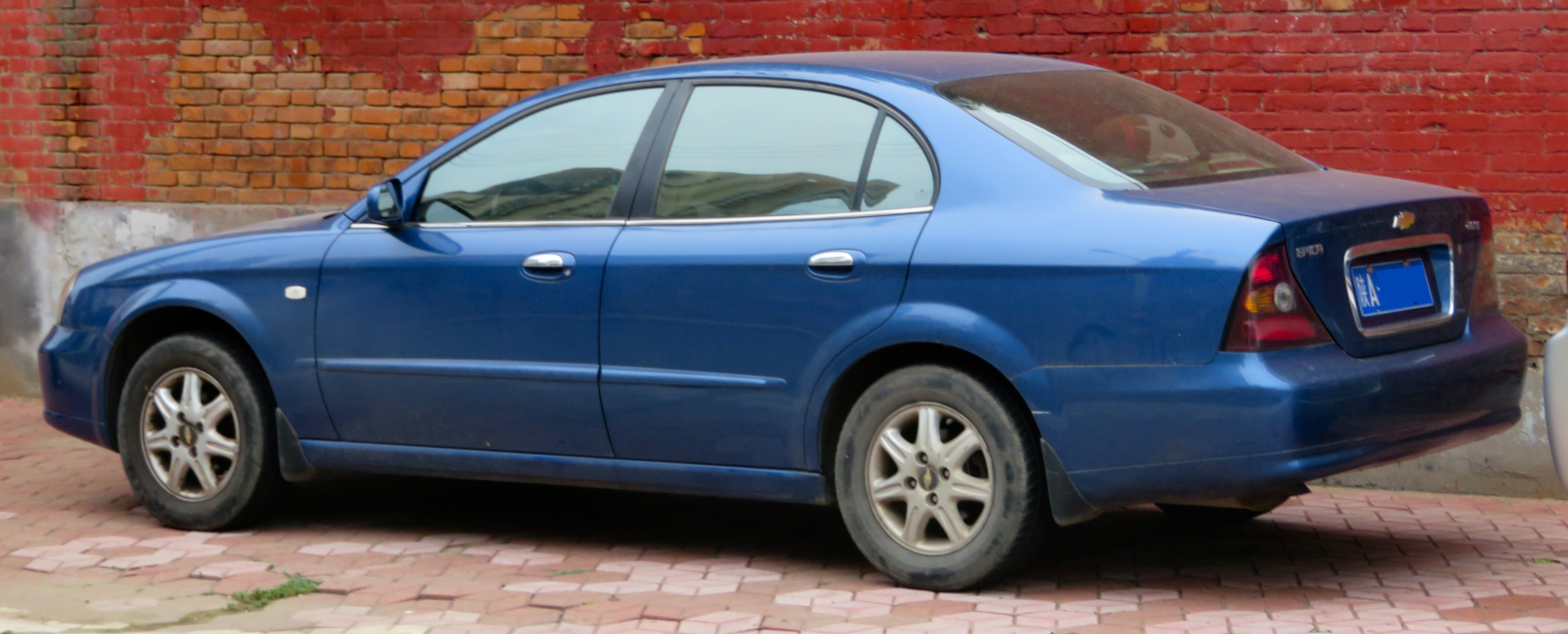
Chevrolet Epica I – tył

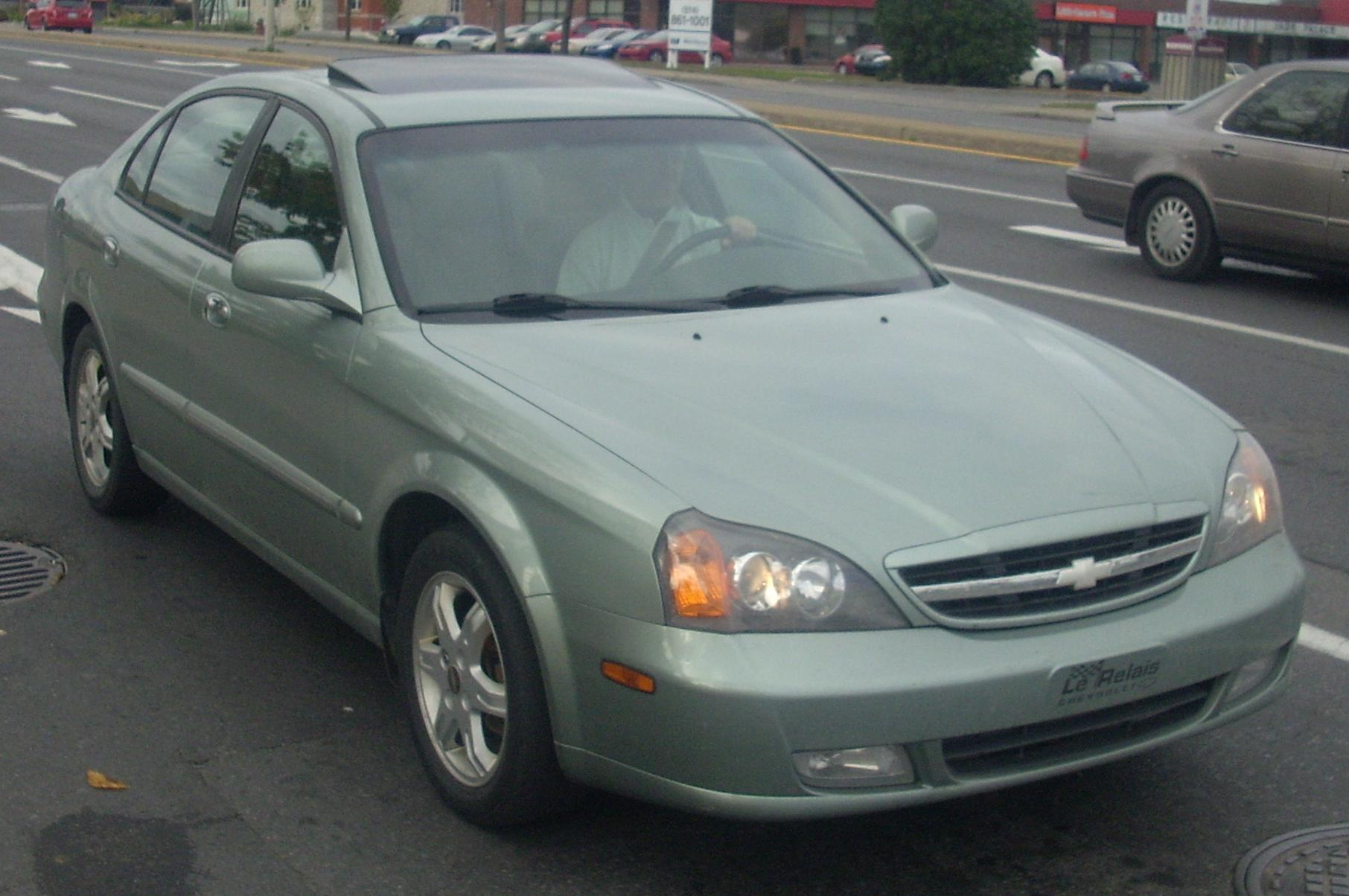
kanadyjski Chevrolet Epica

Chevrolet Epica I został zaprezentowany po raz pierwszy w 2004 roku.
Po raz pierwszy nazwa Epica została zastosowana jako jedno z eksportowych oznaczeń dla modelu Daewoo Magnus po modernizacji z 2002 roku, który w Europie był znany jako Daewoo i Chevrolet Evanda.
Chevrolet Epica pierwszej generacji trafił do sprzedaży w Kanadzie równolegle z bliźniaczym Suzuki Verona, plasując się w tamtejszej ofercie między modelami Cobalt a Malibu. Ponadto, samochód sprzedawano początkowo także w Chile i krajach Bliskiego Wschodu.
W 2005 roku zasięg rynkowy Epiki został rozszerzony o rynek Chin, gdzie za lokalną produkcję w Szanghaju odpowiadała przez kolejne dwa lata lokalna spółka joint venture Shanghai-GM.

### Wersje wyposażeniowe
- LS
- LT
- LTZ

### Silniki
- L4 2.0l L34
- L6 2.5l XK6

## Druga generacja

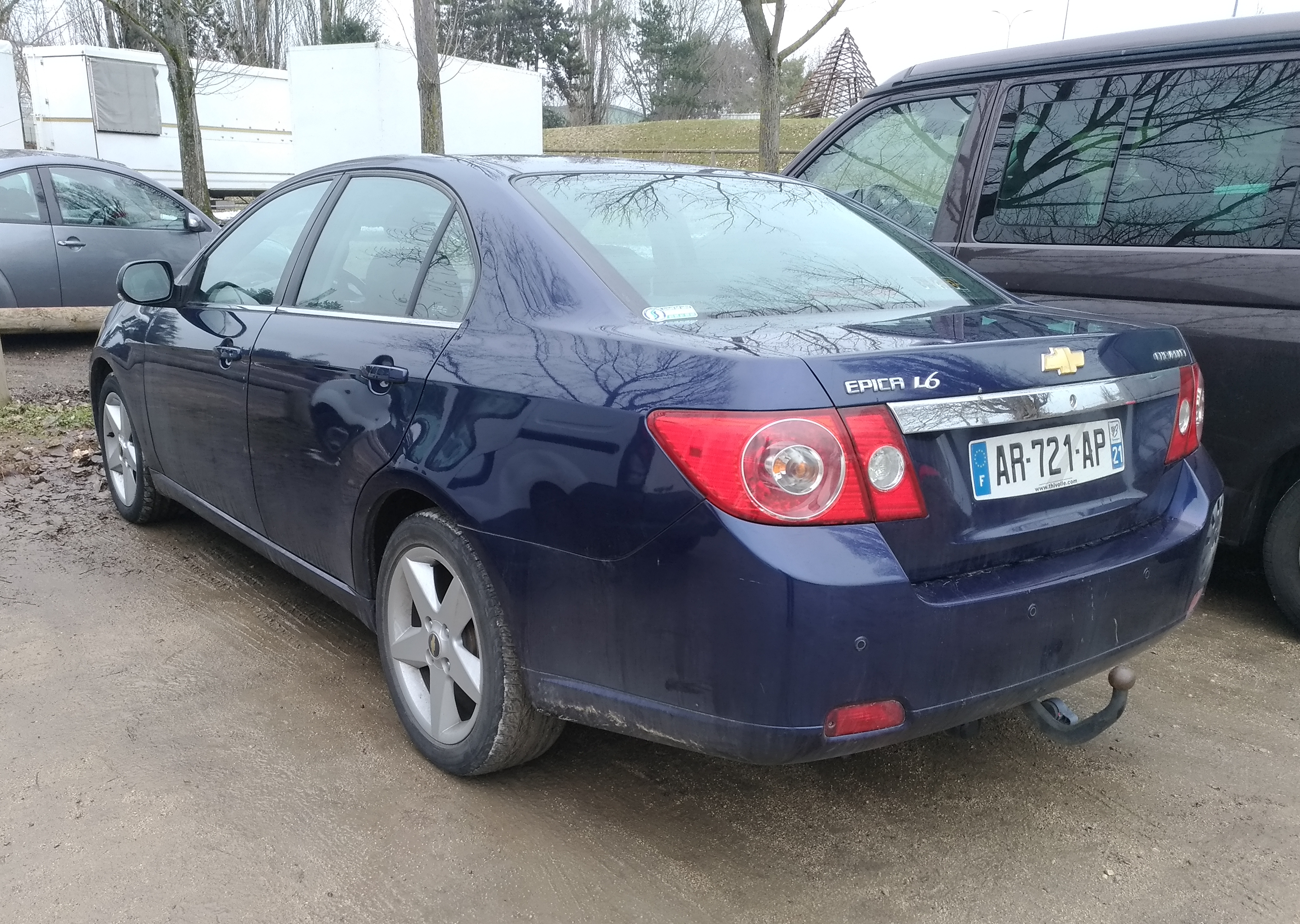
Chevrolet Epica II – tył

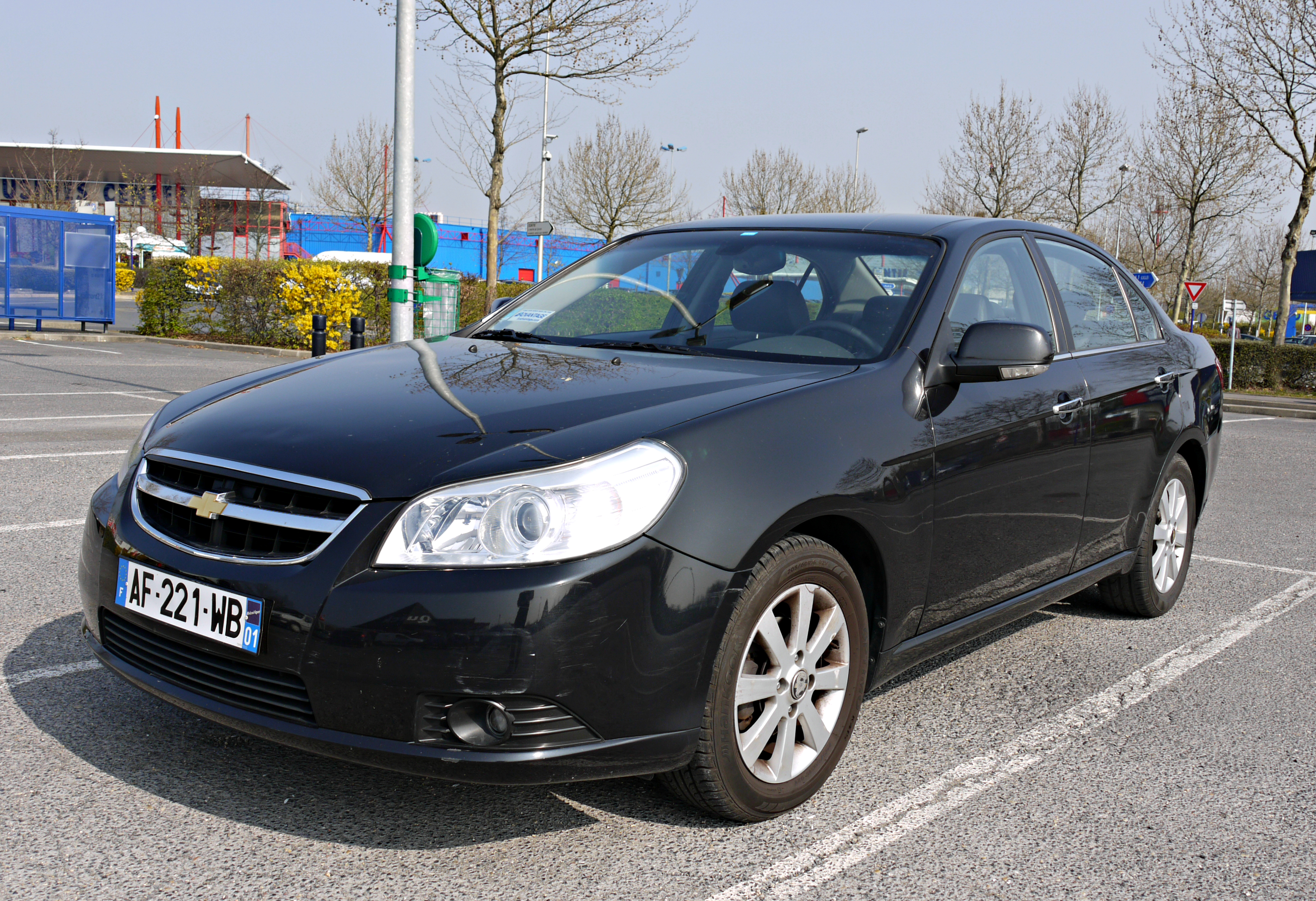
Chevrolet Epica II po liftingu

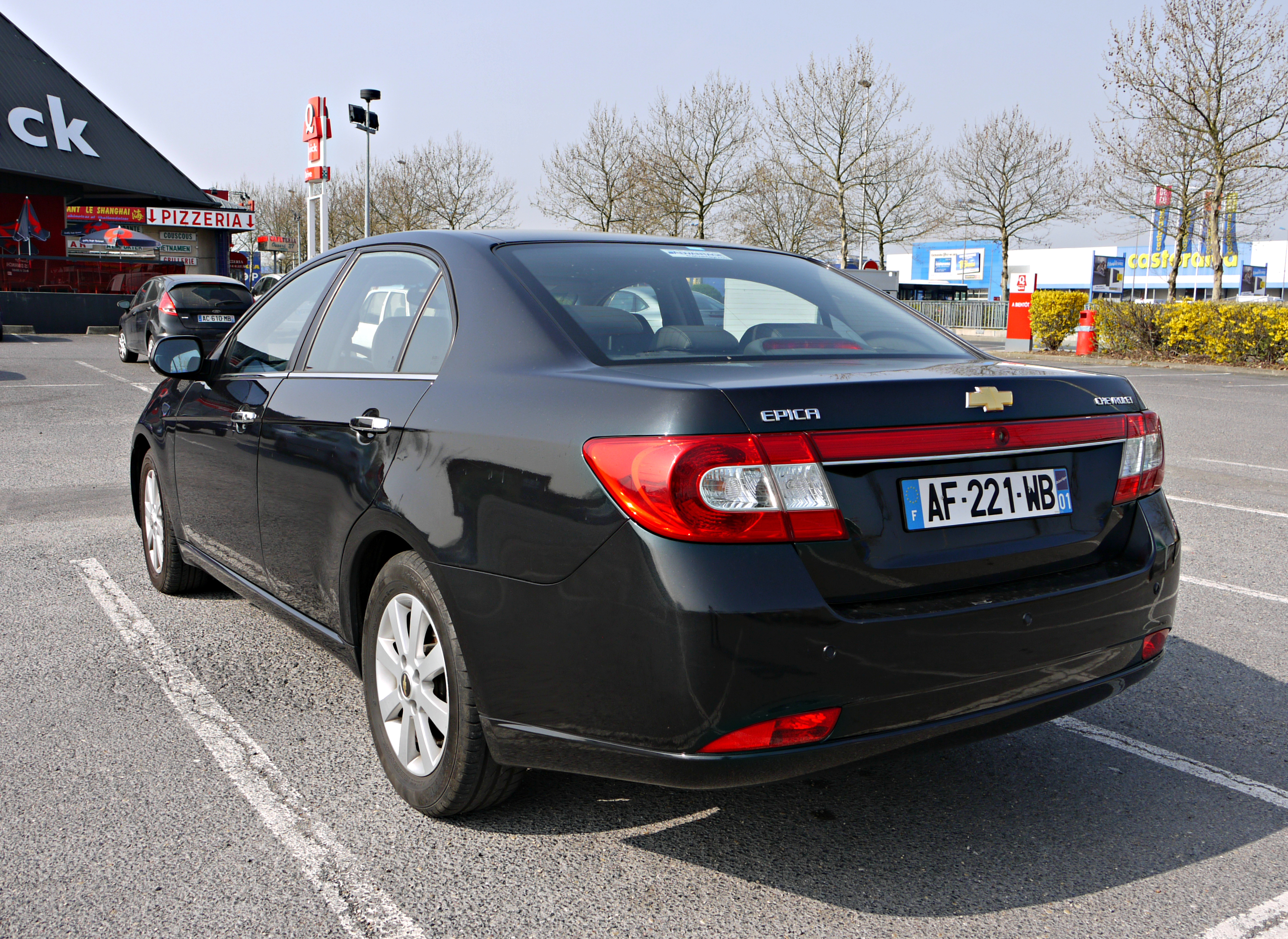
Chevrolet Epica II – tył po liftingu

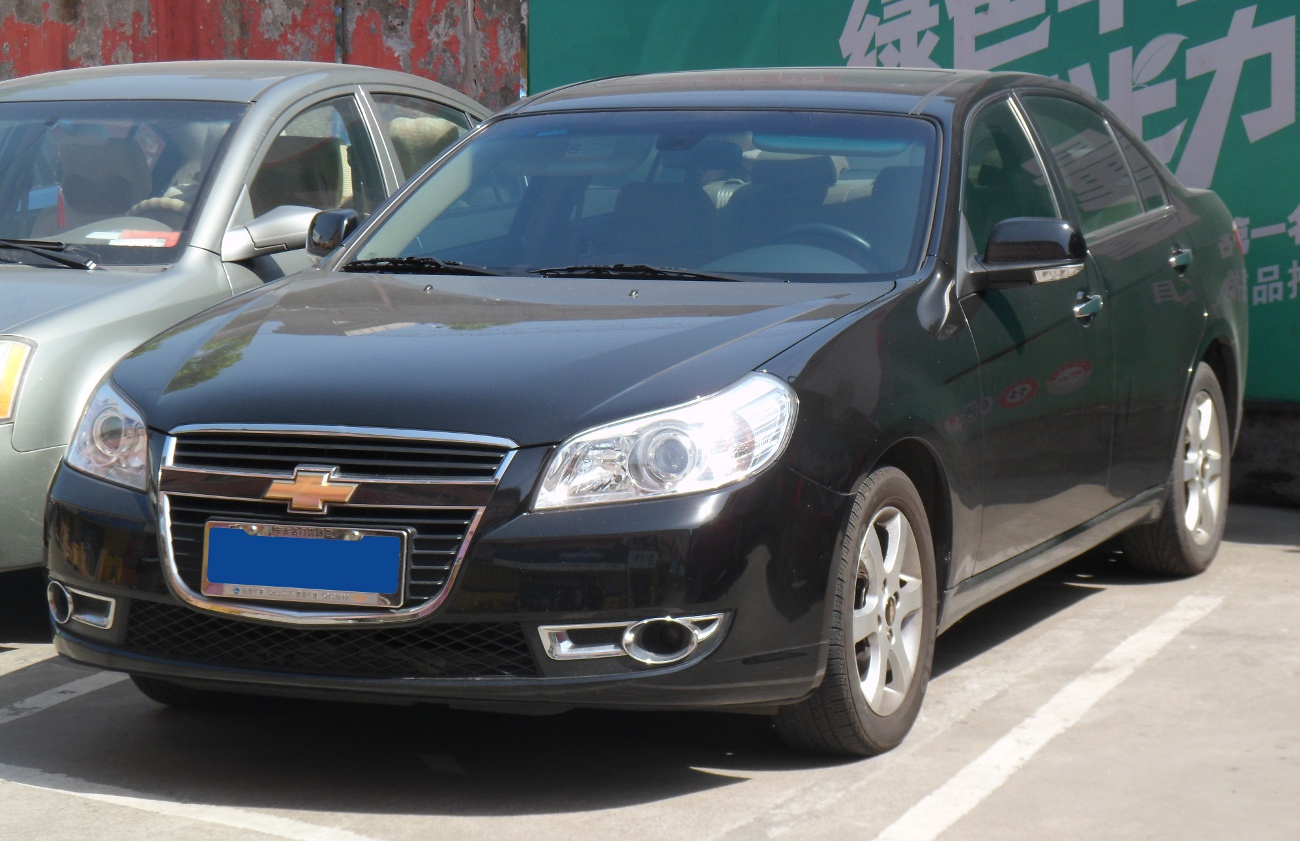
chiński Chevrolet Epica po liftingu

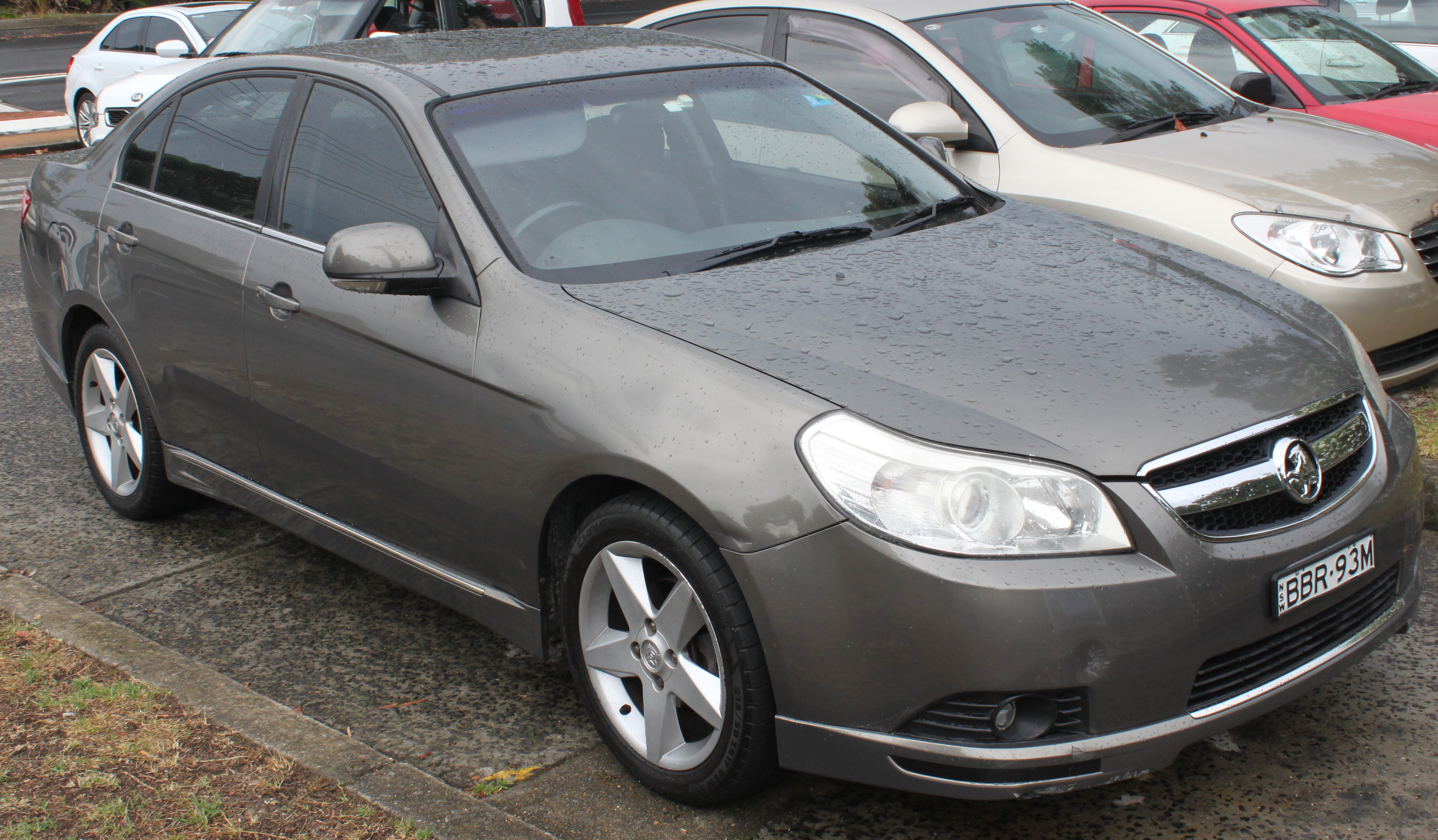
australijski Holden Epica

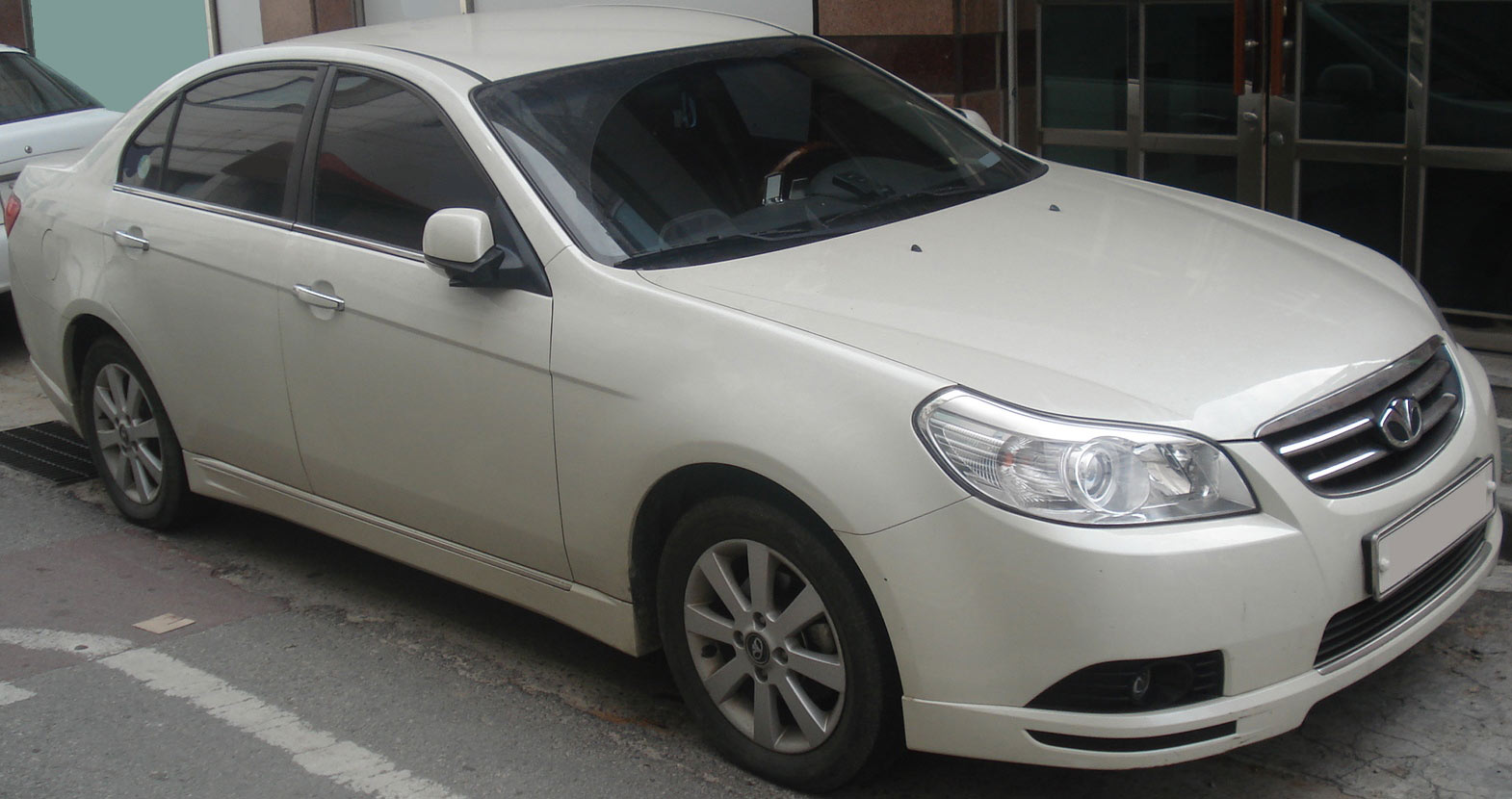
koreański Daewoo Tosca

Chevrolet Epica II został zaprezentowany po raz pierwszy w 2006 roku.
Druga generacja modelu oznaczona kodem fabrycznym V250 zaadaptowała tym razem nazwę Epica na rynkach globalnych, zastępując w Europie model Evanda. Samochód powstał na bazie poprzednika, przejmując od niego np. podzespoły zawieszenia.
Projekt nadwozia zyskał nowocześniejsze wzornictwo, charakteryzując się obłą karoserią, agresywnie stylizowanymi reflektorami i dużym przednim wlotem powietrza przedzielonym kolorową poprzeczką z dużym logo producenta. Boczne panele zdobiło duże przetłoczenie, z kolei tylną część nadwozia dwuczęściowe lampy.
Do napędu modelu przewidziano dwie 6-cylindrowe, rzędowe jednostki benzynowe: 2.0 24V o mocy 144 KM oraz 2.5 24V o mocy 155 KM. Pierwsza jednostka napędowa zblokowana jest z 5-biegową skrzynia manualną lub 5 i 6-biegową automatyczną (wybrane rynki), mocniejszy silnik oferowany jest wyłącznie ze skrzynią automatyczną.
W I kwartale 2007 roku do oferty dołączyła wersja wyposażona w silnik Diesla 2.0 16V o mocy 150 KM, z przekładnią automatyczną lub manualną.

### Lifting
Pod koniec 2008 roku przedstawiono zmodernizowanego Chevroleta Epica. Zmiany objęły pas przedni, gdzie zmienił się wygląd zderzaka i pojawiła się węższa, chromowana poprzeczka atrapy chłodnicy. Zmieniono też tylną część nadwozia, gdzie zastosowano nowy zderzak, lampy oraz zmieniona została listwa ozdobna na klapie bagażnika.
W wyposażeniu dodatkowym znalazł się pakiet „Chrome”, w skład którego wchodzą chromowane listwy progowe, klamki zewnętrzne oraz obudowy lusterek bocznych. Tak zmieniony pojazd wprowadzony został do oferty w 2009 roku.
Na rynku chińskim Epica przeszła odrębny lifting z myślą o lokalnym rynku w 2009 roku, który objął inne elementy wyglądu niż w innych krajach. Zmienił się wygląd pasa przedniego, gdzie pojawił się większy wlot powietrza.

### Sprzedaż
Swoją europejską premierą Epica miała w marcu 2006 roku na międzynarodowym salonie motoryzacyjnym we Frankfurcie nad Menem. Na wszystkich rynkach tego regionu samochód oferowano pod nazwą Chevrolet Epica, z wyjątkiem Islandii, gdzie model nosił nazwę Chevrolet Tosca. Do końca 2009 roku na europejskim rynku sprzedano około 35 000 egzemplarzy pojazdu.
Na rynku wewnętrznym Epica oferowana była pod nazwą Daewoo jako Daewoo Tosca, z kolei w Australii i Nowej Zelandii samochód uzupełnił ofertę lokalnej marki Holden jako Holden Epica, plasując się w ofercie jako tańsza alternatywa dla modelu Commodore.
W 2012 roku zakończona została produkcja Chevroleta Epica na rynkach globalnych, który zastąpiony został przez czwartą generację modelu Chevrolet Malibu opracowaną tym razem jako model globalny. Na rynku chińskim samochód wytwarzano dwa lata dłużej, do 2014 roku.

### Wersje wyposażeniowe
- LS
- LT
- LTZ

Epica jest standardowo wyposażona w zmieniarkę CD ze złączem USB i Bluetooth. Opcjonalny system nawigacji zawiera pełną mapę Europy.

### Silniki
- Benzynowe

| Silnik  | Pojemność skokowa [cm³] | Moc maksymalna [KM] ([kW]) przy obr./min | Maks. moment obrotowy [Nm] przy obr./min | Układ i liczba cylindrów | Układ rozrządu/ liczba zaworów | Przyśpieszenie (s) 0–100 km/h | Prędkość maksymalna km/h | Spalanie (l/100 km) miasto/trasa/średnio |
| ------- | ----------------------- | ---------------------------------------- | ---------------------------------------- | ------------------------ | ------------------------------ | ----------------------------- | ------------------------ | ---------------------------------------- |
| 2.0 24V | 1993                    | 144 (105)/6400                           | 195/4600                                 | R6                       | DOHC/24                        | 10,5                          | 207                      | 11,4/6,3/8,2                             |
| 2.5 24V | 2492                    | 156 (115)/5800                           | 237/4000                                 | R6                       | DOHC/24                        | 9,9                           | 209                      | 13,8/6,6/9,3                             |

- Diesla

| Silnik  | Pojemność skokowa [cm³] | Moc maksymalna [KM] ([kW]) przy obr./min | Maks. moment obrotowy [Nm] przy obr./min | Układ i liczba cylindrów | Układ rozrządu/ liczba zaworów | Przyśpieszenie (s) 0–100 km/h | Prędkość maksymalna km/h | Spalanie (l/100 km) miasto/trasa/średnio |
| ------- | ----------------------- | ---------------------------------------- | ---------------------------------------- | ------------------------ | ------------------------------ | ----------------------------- | ------------------------ | ---------------------------------------- |
| 2.0 16V | 1991                    | 150 (110)/4000                           | 320/2000                                 | R4                       | SOHC/16                        | 9,7                           | 200                      | 7,5/5,3/6,1                              |